# Helios Klinikum Hildesheim

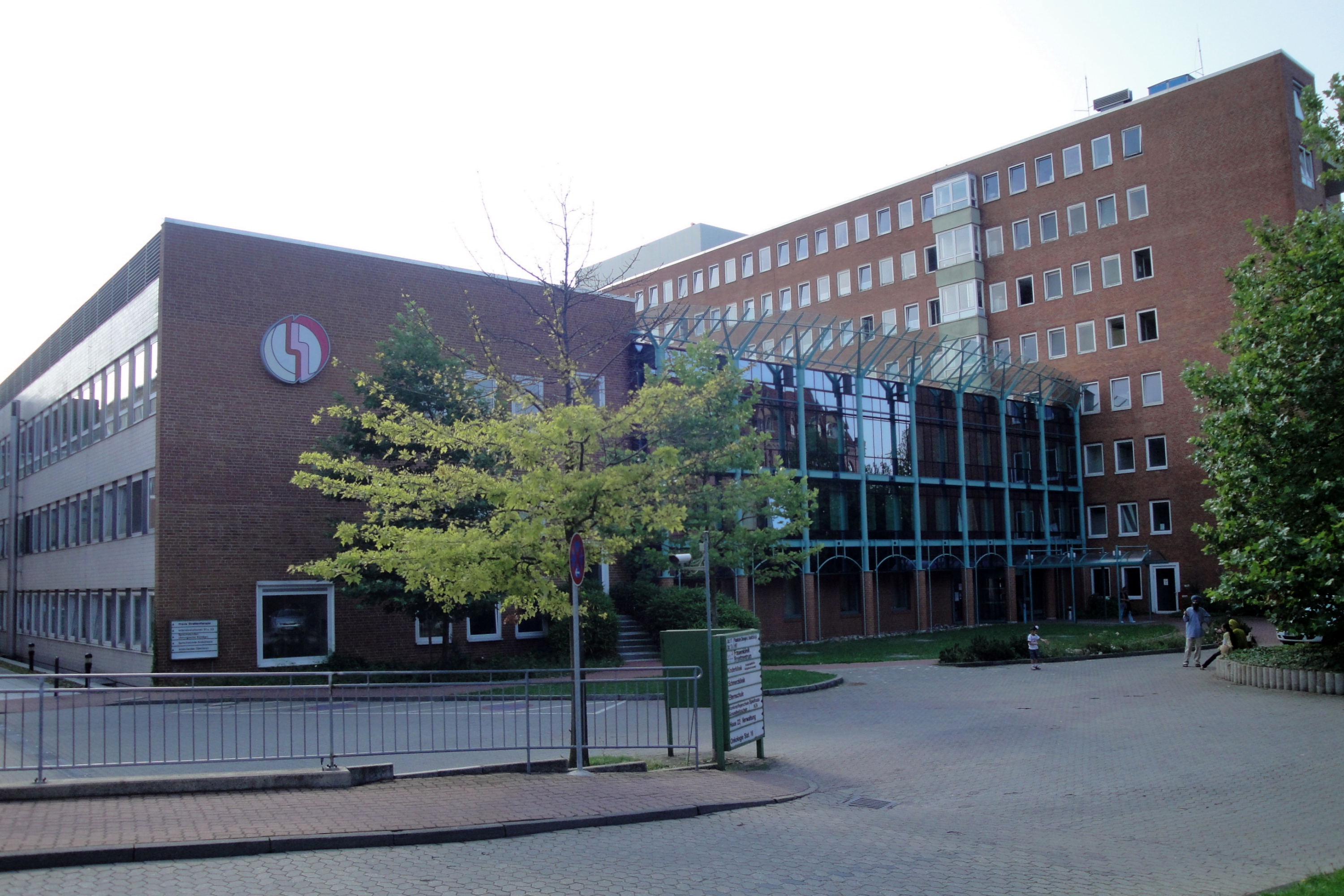
Klinikum Hildesheim im August 2010 am alten Standort Weinberg 1

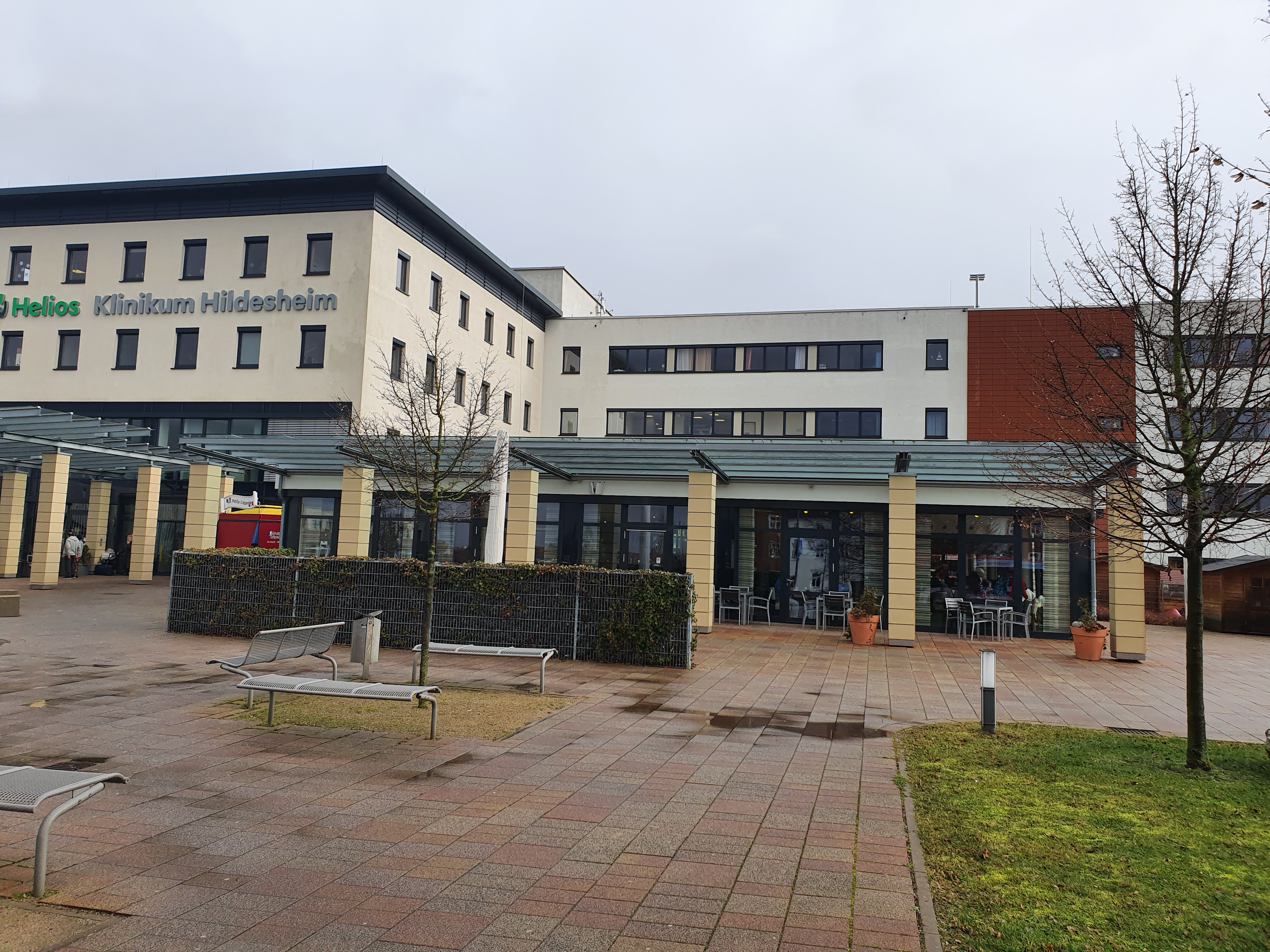
Helios Klinikum Hildesheim. Neuer Standort. Hauptgebäude mit Haupteingang.

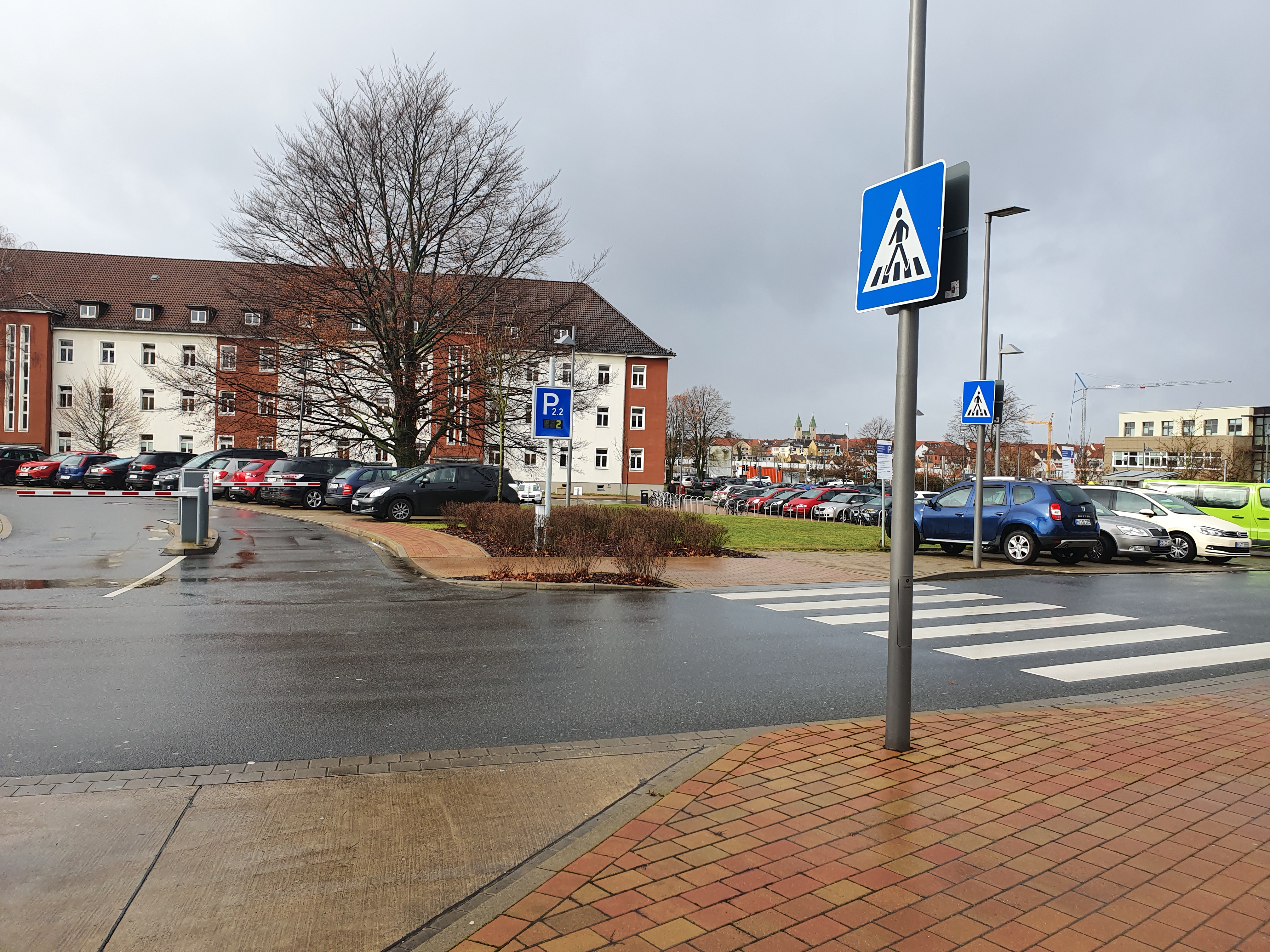
Helios Klinikum Hildesheim. Neuer Standort. Vorfeld Hauptgebäude Haupteingang – Blick auf Funktionsgebäude (Altbau).

Das Helios Klinikum Hildesheim ist ein Krankenhaus der Schwerpunktversorgung an der Senator-Braun-Allee 33 in Hildesheim. Träger ist Helios. Es ist akademisches Lehrkrankenhaus der Medizinischen Hochschule Hannover (MHH) sowie der Hamburger Niederlassung der rumänischen Universität für Medizin, Pharmazie, Naturwissenschaften und Technik Târgu Mureș (Neumarkt a. M.).

## Geschichte
1838 wurde in Hildesheim das erste städtische Krankenhaus eröffnet; es entstand aus der Fusion mehrerer kleinerer Hospitäler in Hildesheim. Im November 1894 bzw. 1895 wurde das Städtische Krankenhaus am Standort Weinberg 1 eröffnet; der Vollbetrieb der 163 Betten begann am 2. Januar 1896.
1935 wurde in Hildesheim-Alfeld die Vorläufereinrichtung der Helios-Klinik Diekholzen eröffnet. 1945 beschlagnahmte die britische Militärregierung das Gebäude und errichtete dort ein Hospital für kranke und verschleppte Ausländer im Gefolge des Zweiten Weltkriegs. 1947 wurde ein Tuberkuloseheim auf dem Gelände der Helios Klinik Diekholzen errichtet; 1949 wurde dieses Tuberkuloseheim erweitert und zum Kreiskrankenhaus Diekholzen ergänzt.
Das Klinikum Hildesheim am Standort Weinberg 1 erhielt 1954 eine neue Kinderklinik. Am gleichen Standort wurde 1962 ein siebenstöckiges Bettenhaus und eine Abteilung für Anästhesie, 1965 eine Frauenklinik und 1966 eine Abteilung für Radiologie eröffnet.
1979 wurde die Psychosomatik in der Kinderklinik (pädiatrische Psychosomatik) eröffnet.
Am 1. Januar 1986 entstand das Städtische Klinikum Hildesheim. 1994 wurde der Gebäudekomplex um einen Neubau für die Unfallchirurgie und Intensivstationen erweitert.
Am 1. Januar 2005 wurde das vormals städtische Klinikum Hildesheim mittels Verkauf an die Rhön-Klinikum AG privatisiert.
Im September 2011 wurde das Klinikum am Standort der ehemaligen Ledebur-Kaserne der Bundeswehr eröffnet; der Neubau wurde 2005 begonnen.
Am 1. Januar 2014 wechselte das Haus von der Rhön-Klinikum AG zum Krankenhauskonzern Helios. 2017 wurde der Grundstein für einen Erweiterungsbau, das vierte Bettenhaus, gelegt.
Im September 2018 wurde die Helios Lungenklinik Diekholzen am Standort Diekholzen geschlossen und in das Helios Klinikum Hildesheim integriert.

## Einrichtungen
Das Krankenhaus hatte im Jahr 2017 566 Betten und 1.309 Mitarbeiter, davon 257 Ärztinnen und Ärzte sowie 439 Pflegende. Es wurden 25.359 stationäre und 76.828 ambulante Patienten versorgt. Teilstationäre Patienten wurden nicht versorgt.
Nach dem Krankenhausplan für das Land Niedersachsen sowie Angaben des Klinikbetreibers verfügt das Helios Klinikum Hildesheim über folgende Einrichtungen, Kliniken, Abteilungen:

- Anästhesie, operative Intensivmedizin und Schmerztherapie
- Augenheilkunde
- Chirurgie
  - Allgemeinchirurgie und Viszeralchirurgie
  - Gefäßchirurgie
  - Thoraxchirurgie
- Frauenheilkunde und Geburtshilfe
- Geriatrie (Altersmedizin)
- Hals-Nasen-Ohrenheilkunde und Kopf-Hals-Chirurgie
- Dermatologie, Venerologie und Allergologie
- Innere Medizin
  - Kardiologie und Angiologie
    - Chest-Pain-Unit (CPU)
    - Herzkatheter

  - Nephrologie und Dialyse
  - Gastroenterologie, Diabetologie, Onkologie
- Kinderheilkunde
  - Neonatologie mit Perinatalzentrum
  - Pädiatrische Psychosomatik
- Mund-Kiefer-Gesichtschirurgie und Kopf-Hals-Chirurgie
- Palliativmedizin
- Plastische Chirurgie und Handchirurgie
- Radiologie
- Schmerztherapie
- Strahlentherapie
- Unfallchirurgie und Orthopädie
- Wirbelsäulenchirurgie